# Edgar Dittmar
Edgar Dittmar (* 6. Februar 1908 in Würzburg; † 13. November 1994 in Schweinfurt) war ein deutscher Segelflieger und Flugpionier.

## Lebenslauf
Edgar Dittmar war schon als Kind begeisterter Modellflieger. Nach dem frühen Tod der Mutter und wegen der Krankheit des Vaters, der Zahnarzt war, musste er sich jedoch um seine jüngeren Brüder Heini und Walter kümmern, die beide selbst Karriere als Flieger machten.
1925/26 absolvierte Dittmar eine Ausbildung zum Motorflugpilot. Von 1926 bis 1928 startete er als Segelflieger bei Flugtagen und zeigte als einer der ersten Piloten
Schleppflüge hinter Motorflugzeugen. Beim Rhön-Segelflugwettbewerb 1928 stellte er einen Höhenweltrekord im Segelflug (Wasserkuppe 775 m über Start) auf. 1933 wirkte Dittmar bei dem Spielfilm Rivalen der Luft mit. Von 1939 bis 1945 arbeitete Dittmar als Fluglehrer für Lastensegler. 1953 nahm  er an der deutschen Segelflugmeisterschaft teil. In den 1950er Jahren war Dittmar Vizepräsident und Präsident des Luftsportverbandes Bayern. Als Motorflieger gewann Edgar Dittmar 1958 den Deutschlandflug und damit als Gesamtsieger ein Motorflugzeug vom Typ Piper PA 18. Hauptberuflich arbeitete er seit 1926 bis zur Berentung 1983 als Kaufmann. 1970 wurde Dittmar mit dem Bundesverdienstkreuz am Bande ausgezeichnet. Dittmar starb 1994 in Schweinfurt und wurde dort beigesetzt.